# Foo fighter

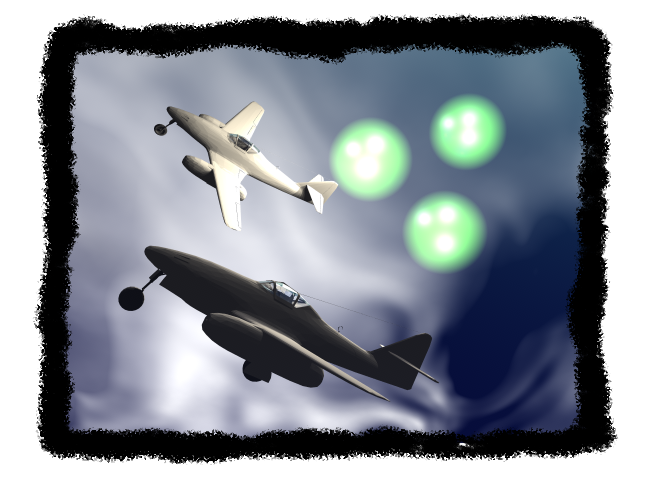
Artist's impression van Foo fighters.

Foo fighter verwijst naar de tot op heden onverklaarde ufo's die tegen 1944 talloze malen waargenomen werden door bemanningen van geallieerde bommenwerpers boven nazi-Duitsland. Ze werden door hen beschreven als lichtgevende bollen die opeens verschenen, een poosje hardnekkig hun vliegtuigen volgden en meestal even plotseling weer verdwenen.
Voor zover bekend hebben deze 'foo fighters,' zoals ze al snel genoemd werden, nooit schade aangericht of andere vijandelijke acties ondernomen maar zorgden ze wel voor schrik en verontrusting onder de piloten. Aanvankelijk dacht het geallieerde opperbevel aan een nieuw soort van Duits anti-vliegtuigwapen maar deze fenomenen bleken al snel onschadelijk. Later kwam naar buiten dat de Duitsers zelf ook voor een raadsel stonden (Luftwaffe-piloten werden ook door 'foo fighters' achtervolgd) en ontkenden ze dat zij iets dergelijks gebruikten voor hun luchtverdediging.
Verklaringen die geopperd werden tijdens en ook na de oorlog variëren van oververmoeidheid en daardoor veroorzaakte hallucinaties van de waarnemers tot geheime naziwapens en buitenaardse waarnemers die een kijkje kwamen nemen. Een echte algemeen aanvaarde verklaring is nog steeds niet gevonden voor het fenomeen.